# Герус Андрій Андрійович
Андрій Андрійович Герус (нар. 10 листопада 1995, с. Жуки, Полтавська область) — український військовослужбовець, капітан Повітряних сил Збройних сил України, пілот винищувача МіГ-29, учасник російсько-української війни. Герой України (2022).
2022 року увійшов до рейтингу «30 до 30: обличчя майбутнього» від «Forbes».

## Життєпис
Андрій Герус народився 10 листопада 1995 року в с. Жуки Кременчуцького району Полтавської области України.
Навчався в Кременчуцькій гімназії № 8 та Харківський національний університет Повітряних Сил ім. Івана Кожедуба (2019). 
Розпочав кар'єру військового в Миколаєві в бригаді тактичної авіації в пожежному взводі. Прослужив пів року і пішов навчатися на льотчика. Опанував літаки ХАЗ-30, Л-39, МІГ-29. Свій професійний шлях проходить в авіапідрозділі повітряного командування «Центр».  
З 2019 служить у 40-й бригаді тактичної авіації Повітряних сил Збройних сил України; з липня 2022 — командир авіаційної ланки. 
З початком повномасштабного вторгнення в Україну військ РФ 24 лютого 2022 здійснив значну кількість бойових вильотів для винищувально-авіаційного прикриття Києва, Київщини та України загалом. 
26 лютого пілот винищувача МіГ-29 старший лейтенант Герус не допустив висадку десанту агресора в кількості до 150 осіб на території Кіровоградської області, знищивши ворожий військово-транспортний літак ІЛ-76. 

## Нагороди
- звання «Герой України» з врученням ордена «Золота Зірка» (28 лютого 2022) — за особисту мужність і героїзм, виявлені у захисті державного суверенітету та територіальної цілісності України, вірність військовій присязі[3];
- почесний громадянин Кременчука (2022).